# Willie Ong
Willie Ong y Tan (Manila, 24 de octubre de 1963) es un cardiólogo, internista, escritor, personalidad mediática y político filipino. Saltó a la fama por dar consejos médicos a través de su página de Facebook con un gran número de seguidores y su canal de YouTube. Ong también fue candidato para las elecciones al Senado de Filipinas de 2019, capitalizando en gran medida sus seguidores en las redes sociales. Es candidato a vicepresidente en las elecciones presidenciales filipinas de 2022 como compañero de fórmula del alcalde de Manila, Isko Moreno.

## Biografía

### Primeros años y formación
Ong nació en Manila el 24 de octubre de 1963. Su padre, Ong Yong, era un inmigrante de Jinjiang, China que se estableció en Filipinas en 1922. Más conocido como Co Tec Tai en la comunidad filipino chino, el anciano Ong era un trabajador caritativo activo que se desempeñó como presidente de varias organizaciones cívicas.
Para su educación primaria y secundaria, Ong asistió a la Escuela Xavier en San Juan (Gran Manila). Estudió botánica en la Universidad de Filipinas Diliman y luego
obtuvo su título de médico en la Facultad de Medicina de la Universidad De La Salle en 1992. 

### Matrimonio y descendencia
Ong está casado con Anna Liza Ramoso, quien también es médica. Se conocieron en 1992 mientras Ong trabajaba como pasante en Hospital San Juan de Dios y se casó un año después.  Tienen dos hijas.

## Carrera médica
Ong terminado su Residencia en Medicina interna a Hospital de Médicos de Manila, donde era el jefe de residentes. Luego completó su compañerismo en cardiología Hospital General de Filipinas, donde fue miembro principal. Él también logró el premio por el rendimiento académico más alto cuando realizó su Maestría en Salud Pública en la Universidad de Filipinas en Manila.[cita requerida]
Ong también es autor de libros. Su primera publicación es el Libro azul de la medicina, que suelen utilizar los estudiantes de medicina filipinos y los médicos neófitos. También escribió el Libro azul de cardiología, que es una guía para el diagnóstico y tratamiento de enfermedades cardíacas.
También ha trabajado como consultor con el Departamento de salud de 2010 a 2014. Ong también estableció el Museo Médico Co Tec Tai en Pásay nombrado en honor a su padre y, según se informa, el primer museo médico en Filipinas. El museo documenta la historia de la atención médica en Filipinas.

## Televisión, radio y periodismo
En 2005, Ong se convirtió en parte de RJTV donde produjo su propio programa de televisión. De 2008 a 2018, hizo apariciones en ABS-CBN's Salamat Dok. No tuvo un segmento regular en el programa de televisión y solo participó como voluntario. Dejó Salamat Dok en octubre de 2018 para perseguir una candidatura electoral para el Senado en 2019. Ong también escribió para La estrella filipina y sus publicaciones hermanas, Pilipino Star Ngayon y PM PangMasa como columnista.
Ong también fue médico residente y anfitrión en DZRH's programa de servicio público Docs on Call de 2009 a 2017.

## Presencia en redes sociales
Willie Ong comenzó a mantener una presencia en línea cuando creó un canal de YouTube en 2007 donde publicó videos con consejos de salud. Según Ong, comenzó a tener presencia en Facebook en 2012, cuando los principales medios de comunicación publicaron los artículos de consejos médicos que escribió para ellos en la plataforma de redes sociales. En 2013, Ong se acercó a un imitador que mantenía una página de Facebook con al menos un millón de seguidores a su nombre y semejanza y le pidió consejo sobre cómo "conseguir más seguidores". Luego continuó produciendo artículos.

## Carrera política

### Candidatura al Senado 2019
Ong lanzó una oferta para ser elegido como Senador en la Elecciones filipinas de 2019 Su campaña electoral se centró en cuestiones de salud, particularmente en proporcionar un "enfoque holístico para brindar atención médica total", aprovechando que él es el "único médico que se postula para el Senado". Si ganaba, sería el quinto médico elegido en la cámara alta del Congreso antes de Juan G. Nolasco, (1931–1935), José Locsin, (1954–1957), Juan Glacier, (1995-2007), y Luisa Ejército Estrada, (2001-2007). Fuera de los problemas de salud, Ong también expresó su disposición a la introducción de pena de muerte por crímenes atroces, la reducción de la edad mínima de responsabilidad penal, y la adopción del federalismo como forma de gobierno para Filipinas.
Corriendo en el estandarte de la Lakas-CMD partido político, Ong dijo que no dependía de las donaciones de campaña para "evitar endeudarse con nadie". En cambio, confió en su presencia en línea en Facebook y YouTube, donde tiene 9.7 millones de seguidores y 1 millón de suscriptores, respectivamente, en marzo de 2019. Su campaña también fue respaldada por otras 23 páginas con más de 800 mil seguidores y 28 grupos con cerca de 87,6 mil miembros en Facebook. Según la esposa de Ong, algunas de estas presencia fueron gestionadas por Trabajadores filipinos en el extranjero o Overseas Filipino Workers (OFWs) quien se ofreció como voluntario para apoyar la campaña de Willie Ong. Ong también fue respaldado por otras páginas de redes sociales que apoyaron a otros candidatos respaldados por el presidente Rodrigo Duterte's administración como Imee Marcos y Bong Go.
Ong también apoyó la lista del Partido Anakalusugan oferta electoral, presentando durante dos segundos un anuncio de apoyo a la organización.
No logró ganar uno de los 12 escaños disputados en el Senado, terminando en el puesto 18 en las urnas con 7.5 millones de votos. Según su esposa, ellos pasaron alrededor P500,000 en su campaña personal. Contando solo los votos de los OFW, Ong ocupó el segundo lugar detrás Bato dela Rosa.

### Candidatura a la vicepresidencia 2022

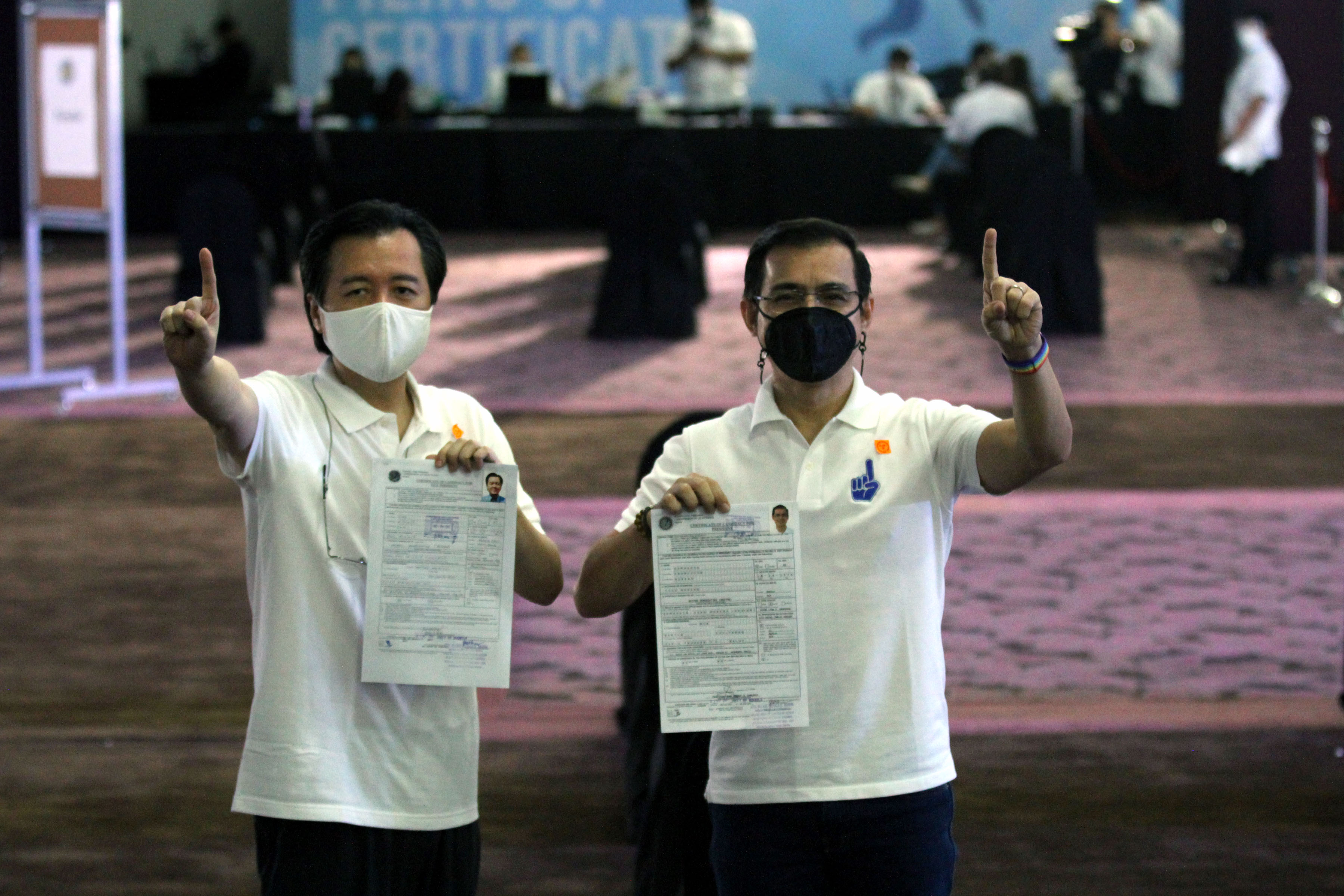
El Dr. Willie Ong (izquierda) y el alcalde de Manila, Isko Moreno, presentan sus certificados de candidatura para vicepresidente y presidente, respectivamente.

El 21 de septiembre de 2021, se anunció que se postulará para vicepresidente en 2022 como el compañero de fórmula de alcalde de Manila Isko Moreno. Ong izquierdo Lakas–CMD un día después de su anuncio de postularse para vicepresidente. Él se unió al partido político de Moreno, Aksyon Demokratiko en 25 de septiembre.